# R101
Die R101 (damalige Schreibweise: R 101; Kennzeichen G-FAAW) war ein britisches Verkehrsluftschiff in den Jahren 1929 und 1930. Sein Absturz in Frankreich am 5. Oktober 1930 beendete den Bau großer Luftschiffe durch Großbritannien. Es sollte gemeinsam mit der R100 unter anderem der Verbindung des Vereinigten Königreichs mit seinen überseeischen Kolonien dienen. 

## Technik und Bau

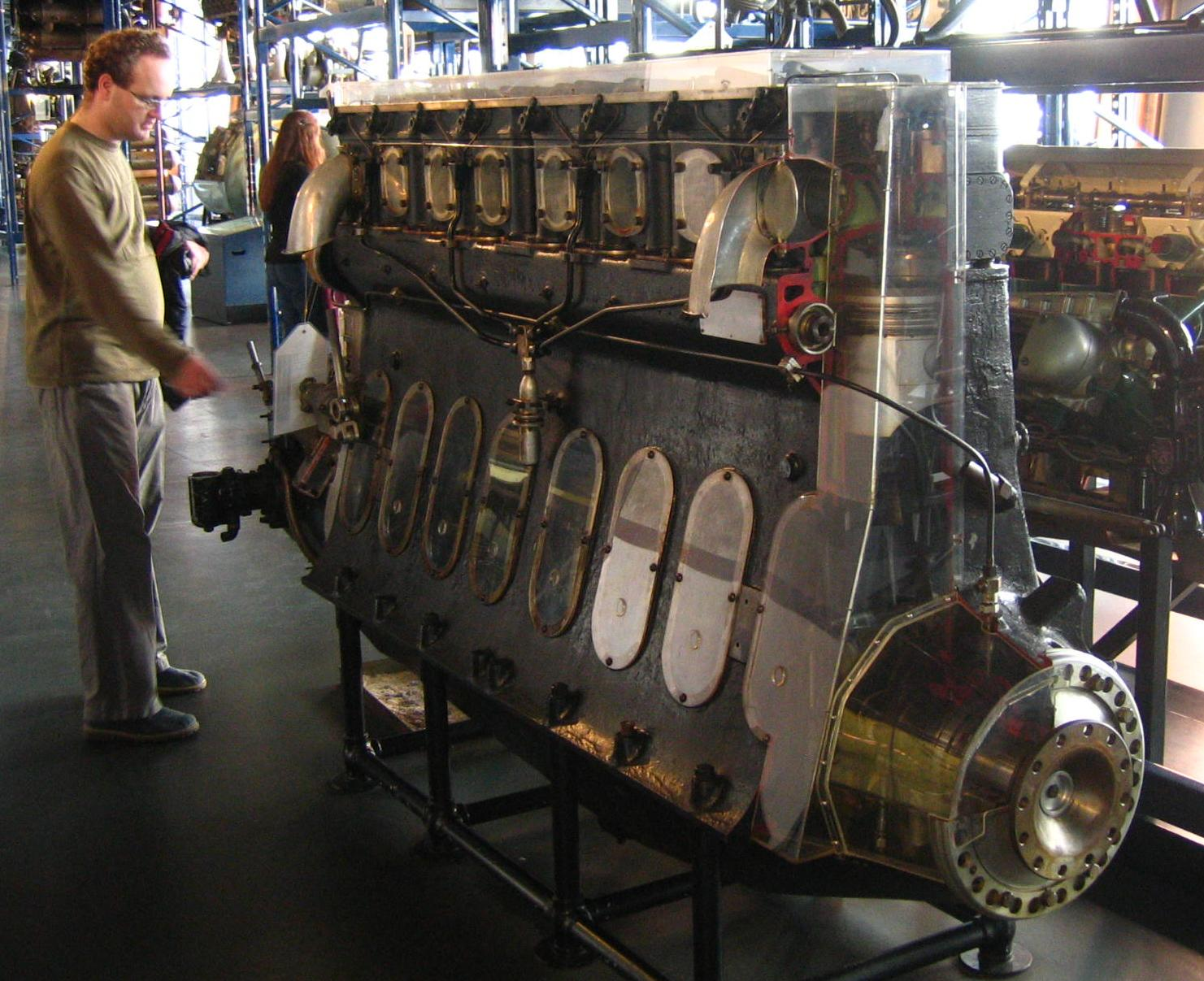
Ein Beardmore-„Tornado“-Achtzylinder-Dieselmotor des Luftschiffs R101 ist im Science Museum London ausgestellt

Die R101 wurde von der staatlichen Royal Airship Works in Cardington in Starrluftschiffbauweise gefertigt. Schon bei der Jungfernfahrt am 14. Oktober 1929 stellte man fest, dass das Schiff untermotorisiert und zu schwer war. Daraufhin wurde es im Winter 1929/30 von 224 m auf 237 m verlängert, um das Traggasvolumen um 16.000 m³ auf insgesamt 156.000 m³ zu erhöhen. Außerdem wurden Strukturteile entfernt, um das Gewicht zu reduzieren. Die Geschwindigkeit wurde von circa 100 km/h auf etwa 115 km/h gesteigert. Der Rumpfdurchmesser betrug 40 m. Die R101 hatte als Antrieb fünf Dieselmotoren mit je 485 kW (rd. 660 PS) Leistung von Beardmore. 

## Ausstattung
Das Schiff verfügte über Einrichtungen zum Transport von 100 Personen. Der Fahrgastbereich bestand aus zwei Passagierdecks.
Auf dem oberen Deck befand sich mit der Lounge der größte Raum, der je in ein Luftschiff eingebaut wurde. Die Lounge erstreckte sich quer zur Fahrtrichtung von der einen Seite des Rumpfes zur anderen und war mit Sitzgelegenheiten sowie seitlich Sitzbänken und Schreibplätzen ausgestattet. Beiderseits der Lounge waren über drei Stufen die beiden Promenadendecks erreichbar, deren Fenster die gesamte Außenfläche des Raumes einnahmen. Promenaden und Lounge konnten voneinander auch mit Vorhängen abgetrennt werden; dies geschah vor allem nachts, um die Sichtverhältnisse durch die Fenster zu verbessern und die Promenaden vom Licht in der Lounge abzuschirmen.
An die Lounge angeschlossen war der für 50 Personen ausgelegte Speisesaal, der über Fenster auf der einen Seite sowie Korbstühle an langen Tischen verfügte. Die Speisen wurden mit einem Speiseaufzug von der Küche auf dem unteren Deck nach oben befördert.
Aus Gründen der Gewichtsersparnis waren die Kabinen vergleichsweise spartanisch eingerichtet und ähnelten damit denen der R100 sehr. Buchbar waren eine Zweibett- oder Vierbett-Konfiguration. Alle Kabinen verfügten über elektrisches Licht, während Fenster, anders als bei der R101, in keiner Kabine vorhanden waren. Das Gepäck wurde üblicherweise unter dem Bett verstaut. Von den Korridoren abgetrennt waren die Kabinen durch einen Vorhang. Angesichts der recht spärlichen Einrichtung wurde erwartet, dass die Fahrgäste einen Großteil ihrer Fahrt in den öffentlichen Bereichen verbringen würden und die Kabinen hauptsächlich zum Schlafen nutzen würden. Zwischen den zwei Trakts, aus denen der Kabinenbereich bestand, führte eine Treppe auf das untere Deck.
Dort befand sich am Ende des Treppenabsatzes der erste in ein Luftschiff eingebaute Rauchsalon. Aus Sicherheitsgründen bestanden die Wände des Raumes aus nicht brennbarem Asbest. Ein derartiger Raum wurde später auch in die Zeppeline LZ 129 und LZ 130 eingebaut.
Weiterhin schloss sich an die Treppen der Kielgang an, der auch den Zugang zum Fahrgastbereich ermöglichte, nachdem die Passagiere über einen Aufzug im Ankermast das Luftschiff in der Bugspitze betreten hatten. Neben der Küche, dem Kartenraum und den Waschräumen für die Passagiere befanden sich hier die Mannschaftsräume.
Damit übertraf die R101 das einzige weitere damals existierende Passagierstarrluftschiff neben der R100, LZ 127 „Graf Zeppelin“, in fast allen Belangen. Auch der deutsche Luftschiffkapitän Hugo Eckener besichtigte bei einem Besuch in England das Schiff.

## Inbetriebnahme
Das überarbeitete Schiff wurde am 26. September 1930 mit Wasserstoffgas gefüllt und sollte noch am gleichen Tag ausgehallt werden. Der Wind war jedoch sehr stark, so dass das Luftschiff erst am 1. Oktober ausgehallt und an den Ankermast gelegt wurde.
Um 16:30 Uhr am 1. Oktober verließ die R101 den Ankermast für eine abschließende 24-Stunden-Testfahrt. Dabei sollten die Motoren und andere Systeme überprüft werden. Bei gut verlaufenden Tests sollte die Fahrt auch schon früher beendet werden. Das Schiff verließ Cardington in Richtung Süden nach London und steuerte dann nach Osten der Themse folgend. Die Nacht verbrachte das Schiff über der Nordsee. Durch den Ausfall eines Kühlers an der vorderen Steuerbordmaschine konnte kein Höchstgeschwindigkeitstest gefahren werden. Alle anderen Tests wurden als erfolgreich bewertet und es wurde notiert, dass die Flugeigenschaften sich durch die Verlängerung deutlich verbessert hätten. Das Schiff kehrte um 9:20 Uhr am nächsten Morgen nach etwa 17 Stunden bei ruhigem Flugwetter zu seinem Ankermast in Cardington zurück.
Die anschließende Auswertung ergab keine Mängel oder Lecks. Der notwendige Höchstgeschwindigkeitstest sollte während der anstehenden Indien-Reise nachgeholt werden.

## Pläne einer transkontinentalen Verbindung
Das britische Empire benötigte ein zuverlässiges und möglichst schnelles Transportmittel, um zumindest Verwaltungsbeamte und Militärs rasch an die Brennpunkte der sich im Umbruch befindlichen Kolonialgebiete befördern zu können. Zudem waren Geschäftsreisende und Touristen als Zielgruppe der zu gründenden Luftfahrt- und Betreibergesellschaften im Gespräch. Obwohl die R101 und die R100 eigentlich Versuchsschiffe waren, sollten sie mit dem bei ihren Fahrten erfolgreicheren LZ 127 konkurrieren können.

## Die Katastrophe
Am 4. Oktober 1930 um 18:24 Uhr startete die R101 mit insgesamt 54 Personen an Bord unter Captain Raymond Hinchcliffe und Pilot H. Carmichael Irwin unter Nieselregen zu ihrer zwölften Fahrt. Diese war eine Demonstrationsfahrt mit Ziel Karatschi, das damals zur Kolonie Britisch-Indien gehörte. Nach der Kontinentalüberquerung (man wählte die Passage durch das Rhonetal, um die Alpen westlich zu umfahren) und der Mittelmeerüberquerung sollte in Ägypten ein Zwischenstopp zum Tanken eingelegt werden. Die Fahrt sollte, wie auch die Montreal-Fahrt der R100, die Tauglichkeit der britischen Starrluftschiffe für den Interkontinentalverkehr beweisen.
Unter den Passagieren befand sich der britische Luftfahrtminister Lord Thomson in Begleitung weiterer Luftschiffexperten, Major George Herbert Scott, der die Erprobungsfahrt der R100 nach Kanada vorgenommen hatte, und Air Vice-Marshal Sir Sefton Brancker, der als erfahrener Luftschiffer aus der Zeit des Ersten Weltkrieges galt und mit Hugo Eckener befreundet war. Die meisten der 50 Passagiere waren jedoch Zivilisten.
Kurz nach 20 Uhr überquerte das Luftschiff London. Bereits über dem Ärmelkanal wurde die Außenhülle durch einen Sturm beschädigt und ein Teil der 16 Gaszellen lag frei. Über die folgenden Ereignisse berichteten die europäischen Tageszeitungen ab dem 6. Oktober folgende Details:
Nach dem Überqueren der französischen Kanalküste verschlechterte sich die Sicht zunehmend. Die Passagiere und die dienstfreien Crewmitglieder waren früh zu Bett gegangen, da man keine Sicht mehr hatte. Der Funker nahm mit dem französischen Flugplatz Le Bourget Funkkontakt auf, um sich ständig durch Kreuzpeilung über Position und Kurs des Schiffes zu informieren. Der letzte Funkkontakt durch den diensthabenden Funker Disley, der überlebte, fand 1:43 Uhr statt. Drei Minuten zuvor hatte das Schiff durch heftige Turbulenzen etwa 500 m an Höhe verloren, ein Fallwind riss das Schiff nach unten. Der diensthabende Bordingenieur Leech bestätigte die Angaben und ergänzte, dass starke Windböen das Schiff ergriffen hatten, die Sicht war minimal und der Pilot hatte keine Information mehr über die Flughöhe, daher befahl er die Zuschaltung aller Motoren, um mit maximalem Schub wieder an Höhe zu gewinnen. Der Aufstiegsversuch misslang, offenbar reagierte das Höhenruder nicht mehr. Der Bug des Luftschiffs hatte bereits einige Bäume am Boden gestreift, was die Passagiere weckte, gleichzeitig wurden die im Inneren des Schiffs laufenden Besatzungsmitglieder, darunter der Funker, aus der Takelage geworfen. Der Funker fiel aus dem Luftschiff, das sich in diesem Moment nur wenige Meter über Grund befand. Etwa 100 m bis 150 m weiter rammte das Heck des Luftschiffs einen Hügel, damit wurde die Explosion ausgelöst. Der Aufprall löste eine Druckwelle aus, die weitere Schäden im Schiff erzeugte. Ein geborstener Wassertank ergoss sich über eine mittlere Kabine und sicherte so das Überleben der dort befindlichen Passagiere, die allerdings dennoch schwere Verbrennungen und Brüche erlitten. Bordingenieur Leech gelang es, mit einem Messer die Kabinenwand zu durchtrennen; mit ihm konnten weitere Personen aus der Kabine entkommen. Die Flammen entzündeten die Treibstoffvorräte und alles Brennbare; das Luftschiff brannte noch zwei Tage, bis alle Flammen gelöscht waren.

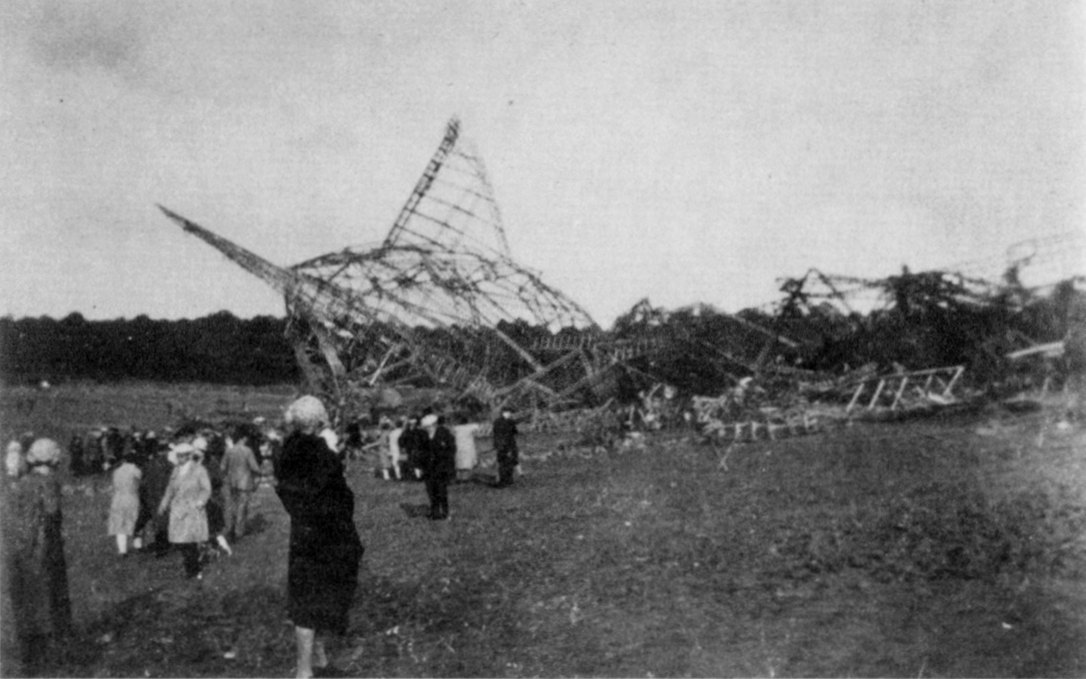
Das Wrack der R101 – vermutlich zwei Tage nach dem Absturz, zuvor war der Unfallort durch Militäreinheiten abgeriegelt.

Am Boden waren die Bewohner von Beauvais und den nördlich angrenzenden Ortschaften durch das laute Geräusch der unter Volllast laufenden Motoren aus dem Schlaf gerissen worden. Als das Luftschiff explodierte, rannten sofort Menschen zur Unfallstelle, um zu helfen. Die Gendarmerie informierte den französischen Innenminister, dieser den französischen Luftfahrtminister Laurent Eynac, der in den frühen Morgenstunden aus Paris am Unfallort eintraf. Ihm folgten in kurzem Abstand weitere Militärs und der britische Botschafter in Paris. Das Absuchen des Geländes hatte noch in den Nachtstunden begonnen, die Mehrzahl der Toten war bis zur Unkenntlichkeit verbrannt. Anhand der Passagierliste galten auch nach Tagen noch drei Personen als vermisst, man vermutete ihre sterblichen Überreste in der Asche der völlig ausgebrannten Kabinen. Zumindest acht Überlebende konnten sofort geborgen und in das Spital der Stadt Beauvais gebracht werden, dort verstarben zwei Mitglieder der Crew. Nur sechs Personen überlebten die Katastrophe, von ihnen waren vier in den außen liegenden Motorgondeln stationierte Besatzungsmitglieder. Zu den Opfern zählten der damalige britische Luftfahrtminister Lord Thomson und der Konstrukteur der R101, Vincent Richmond. 
Hugo Eckener wurde während eines Testflugs mit LZ 127 vom Bodensee nach Berlin über Funk von der Katastrophe informiert. Er brach den Flug in Leipzig ab, wo er interviewt wurde. Nach seiner Überzeugung führte eine Kombination von Zufällen und der ungünstigen Witterung zum Desaster: Eckener gab an, dass das Schiff zum Zeitpunkt der Katastrophe – gerade fünf Stunden in der Luft – noch volle Ballast- und Treibstofftanks hatte. Vermutlich war das Schiff überladen, denn man wollte möglichst wenige Unterbrechungen einlegen, um rasch in Ägypten anzukommen. Die Reise sollte zum Prestige der britischen Luftfahrtindustrie beitragen. Das überladene Luftschiff war für die vorherrschende böige Flugwetterlage zu träge und die Größe des Schiffes wurde ihm zum Verhängnis, als es in Bodennähe von starken Fallwinden erfasst wurde. Eckener sah die Hauptursache der Katastrophe in der fehlenden Information über die tatsächliche Flughöhe, denn sonst hätte der Aufprall durch Leeren der Ballasttanks verhindert werden können. Ob das Höhenruder bereits vor dem Aufprall defekt war, konnte nicht ermittelt werden, da dieser Bereich des Schiffs beim Bodenkontakt deformiert wurde.
Am Vormittag des 7. Oktober fand in Beauvais eine Trauerfeier statt, an der zahlreiche hochrangige Persönlichkeiten teilnahmen, darunter Joseph-Édouard Barès, Generalinspekteur der französischen Luftstreitkräfte, Luftfahrtminister Laurent Eynac sowie der französische Ministerpräsident André Tardieu. Die britische Regierung war unter anderem durch den Minister für Indien, William Wedgwood Benn, vertreten. Ein französisches Spahi-Infanterieregiment erwies den Opfern militärische Ehren, ebenso eine Fliegerstaffel. Außerdem waren Hugo Eckener und Hans von Schiller als Vertreter der deutschen Luftschiffer anwesend. Unmittelbar nach der Zeremonie wurden die sterblichen Überreste der Todesopfer mit einem Sonderzug nach Großbritannien überführt.
Hugo Eckener wurde auch bei den Untersuchungen zur Unfallursache als Experte mit herangezogen.
Das Wrack blieb bis 1931 an der Unfallstelle liegen. Schrotthändler aus Sheffield, die auf Edelstahl spezialisiert waren, wurden engagiert, um es zu verwerten. In den Büchern der Firma Zeppelin ist der Kauf von fünf Tonnen Duraluminium verzeichnet.
Das Ereignis war Anlass für Diskussionen über die Weiterführung des britischen Starrluftschiffprojekts, die in der Aufgabe des Baus weiterer großer Luftschiffe resultierten. Die noch intakte R100, die zuletzt eine erfolgreiche Fahrt nach Montreal durchgeführt hatte, wurde außer Dienst gestellt und bis 1932 verschrottet.

## Sonstiges
Das Vereinigte Königreich verlieh nach dem Unfall dem französischen Luftfahrtminister Laurent Eynac das Großkreuz des Order of the British Empire in Anerkennung der Verdienste Frankreichs um britische Staatsangehörige beim Absturz der R101.
Die britische Heavy-Metal-Band Iron Maiden verarbeitete die Geschichte der R101 in ihrem Song Empire of the Clouds auf dem Album The Book of Souls aus dem Jahr 2015. Die darin enthaltene Strophe „She’s the biggest vessel built by man / A giant of the skies / For all you unbelievers / The Titanic fits inside“ ist allerdings ein lyrischer Kunstgriff: Während die R101 eine Länge von 237 m hatte, war die Titanic 269 m lang. Interpretiert man das Wort „vessel“ jedoch als Hohlkörper, so lag der umbaute Raum der Titanic mit 46.329 BRT (ca. 131.000 m³) bereits deutlich unter dem Traggasvolumen der R101.
Nach ihrer Verlängerung war die R101 – als Nachfolgerin von LZ 127 – tatsächlich das größte Luftschiff der Welt. Sie wurde aber später noch von vier Luftschiffen übertroffen: der USS Akron und deren Schwesterschiff USS Macon sowie LZ 129 „Hindenburg“ – das am 6. Mai 1937 bei der Landung in Lakehurst ein ähnliches Schicksal erlitt – und dessen Schwesterschiff LZ 130 „Graf Zeppelin“.